# Cordulegàstrids
Els cordulegàstrids (Cordulegastridae) són una família d'odonats anisòpters, de cos gran, marró o negre amb marques grogues. Se'ls pot trobar en rierols petits i clars, volant lentament entre 30 i 70 cm sobre l'aigua. Quan se'ls molesta, volen vertiginosament. És un grup petit.

## Taxonomia
La família Cordulegastridae inclou tres gèneres:
- Anotogaster Selys, 1854
- Cordulegaster Leach, 1815
- Neallogaster Cowley, 1934